# Thoros III
Thoros III (en arménien Թորոս Գ), né en 1270 et mort en 1298, est un roi d'Arménie de 1293 à 1296. Il est fils de Léon III, roi d'Arménie, et de Keran de Lampron, et de la famille des Héthoumides.

## Biographie
En 1293, son frère aîné Héthoum II, affecté par les revers face aux Mamelouks qui ont pris Saint-Jean-d'Acre et plusieurs citadelles arméniennes, abdique en sa faveur et se retire dans un monastère. Mais deux ans plus tard, Thoros rappelle Héthoum pour partager le trône, et négocier des alliances avec le khan mongol de Perse et l'Empire byzantin. Lors d'un déplacement des deux frères à Byzance en 1296, leur frère Smbat, à qui a été confiée la régence du royaume, s'empare du pouvoir. Il les capture à leur retour et les jette en prison à Partzerpert. Thoros est assassiné le 23 juillet 1298.

## Mariages et enfants
Il a épousé en 1286 Marguerite de Lusignan (morte en 1296), fille d'Hugues III de Lusignan, roi de Chypre, et d'Isabelle d'Ibelin. De ce mariage sont nés :
- Bohémond ;
- Léon IV (1289-1307), futur roi d'Arménie.

Veuf, il s'est remarié avec une princesse mongole, parente de l'ilkhan Ghazan, mais n'a pas eu d'enfant de ce second mariage.